# 秦吉士
秦吉士（1532年—？），字子敬，號蘭臺，直隸廣平府曲周縣人，民籍，明朝政治人物。

## 生平
順天府鄉試第四十一名舉人。嘉靖四十四年（1565年）中式乙丑科三甲第二百六十八名進士。刑部观政，四十五年八月授宁阳知县，隆慶四年三月行取，八月升吏部主事，六年九月升员外，萬曆二年（1574年）八月升郎中，三年二月升湖广参政，六年七月升山西按察使，二十年正月升右布政，三月升本司左布政，丁忧。十九年五月致仕，卒。

## 家族
曾祖秦福，典史；祖父秦麟；父秦瀛，義官。母周氏，累封太宜人。兄秦邦彦（户部员外郎）、秦善士、弟秦國士。